# Eleutherodactylus angustidigitorum
Eleutherodactylus angustidigitorum är en groddjursart som först beskrevs av Taylor 1940.  Eleutherodactylus angustidigitorum ingår i släktet Eleutherodactylus och familjen Eleutherodactylidae. IUCN kategoriserar arten globalt som sårbar. Inga underarter finns listade i Catalogue of Life.